# В окото на бурята (предаване)
В окото на бурята е външнополитическо обзорно предаване на телевизия АЛФА, с автор и водещ: Магдалена Ташева. Излъчва се в периода от юли 2012 до февруари 2022 г.

## Война в Сирия
В предаването водещата коментира войната в Сирия. Според нея преминаващите нелегално в България и представящи се за бежанци от Сирия не са такива а терористи, които са опасни за националната сигурност. Тя използва срещу тях различни епитети, заради което срещу нея завеждат дело група сирийци и Български хелзинкски комитет.